# Acanthochelys macrocephala
Acanthochelys macrocephala är en sköldpaddsart som beskrevs av  Rhodin, Mittermeier och McMorris 1984. Acanthochelys macrocephala ingår i släktet Acanthochelys och familjen ormhalssköldpaddor. IUCN kategoriserar arten globalt som nära hotad. Inga underarter finns listade i Catalogue of Life.
Arten förekommer i västra Paraguay, östra Bolivia, i angränsande regioner av Brasilien och kanske i norra Argentina.

## Bildgalleri

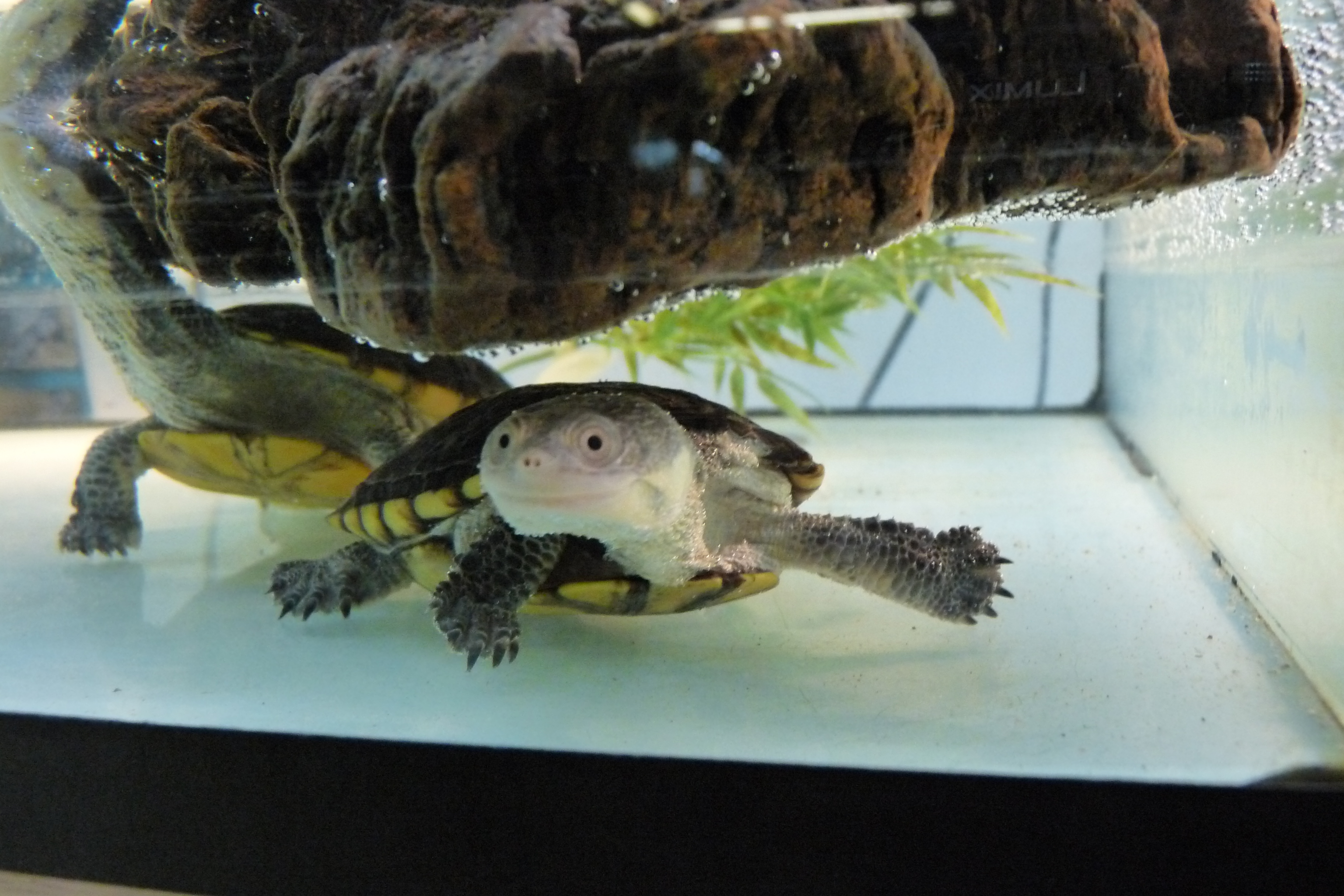